# Técnica de Malone
Técnica de Malone ou Apendicostomia é um procedimento médico-cirúrgico que consiste na exteriorização do apêndice vermicular na parede abdominal (stomia) permitindo a execução de clisteres (ou enemas) anterógrados e grande melhoria da qualidade de vida, em pessoas com obstipação crónica rebelde. Esta técnica tem sido utilizada com excelentes resultados em crianças com distúrbios neurológicos  que se acompanham de grave obstipação e incontinência fecal.